# S/2006 S 1
S/2006 S 1 je jedním z měsíců Saturnu. Objev byl oznámen čtveřicí astronomů Scott S. Sheppard, David C. Jewitt, Jan Kleyna a Brian G. Marsden v červnu roku 2006. Výsledek byl založen na pozorováních, která proběhla v lednu až dubnu 2006. Měsíc S/2006 S 1 má asi 6 kilometrů v průměru a obíhá Saturn ve vzdálenosti asi 18 930 200 kilometrů. Jeho oběžná doba je 974,41 dnů, sklon k ekliptice je 154,2 stupňů (175,4 stupňů k rovníku Saturnu). Excentricita oběžné dráhy je 0,1303 a měsíc obíhá retrográdně.